# Реляция
Реля́ция (лат. relatio — донесение, от лат. referre, передавать), позднее (фр. relations) — донесение о военных действиях, об отдельных происшествиях во время войны, преимущественно о действиях собственных войск, о неприятеле упоминается настолько, насколько это необходимо для выяснения дела (пример — «Реляция о штурме Варшавы»).
Реляция присутствовала в дипломатии (доклады дипсотрудников, пример «Реляция о России, какова она была в 1710 году»), географии (доклады путешественников, пример «Краткая реляция о I экспедиции Беринга») и других областях деятельности.

## Определение
В словаре иностранных слов Ф. Павленкова, опубликованном в 1907 году, реляция определяется как старинное в наших присутственных местах обозначение доклада, докладной записки; донесение о военных происшествиях.
В 1910 году А. Н. Чудинов, в «Словаре иностранных слов, вошедших в состав русского языка», определяет реляцию как донесение в военное время о положении своего во́йска; извещение.
Новый словарь иностранных слов. — by EdwART, 2009 года, помимо первого значения реляции как письменное донесение командира о положении или боевых действиях своих войск, дополняет и вторым значением что реляция это описание боевого подвига при представлении к награде, это определение появилось в 1998 году с изданием предложенного Л. П. Крысиным, Толкового словаря иностранных слов.

## Военное дело
2. Вчера была получена реляция г.-л. Радецкого о переправе через Дунай 15 июня (вписана в книгу всеподданнейших донесений). По этой реляции, потери наши состоят: убито: 6 обер-офиц. и до 300 нижних чинов; утонуло: 1 шт.-офиц., 2 об.-офиц. и 15 нижних чинов с 2 горными орудиями; итого погибших: 9 офиц. и 315 нижних чинов. Ранено: 3 шт.- и 17 об.-офиц. и 360 нижних чинов.— 20 июня (Зимница), Журнал военных действий против Турции на Европейском театре войны в 1877 году. — Часть I. С 12 апреля по 27 июня включительно. автор М. А. Газенкампф (1843—1913), Сборник Материалов по Русско-Турецкой войне 1877—78 г.г. на Балканском полуострове. Выпуск 2. — С.-Петербург: 1898 год, Издание Военно-Исторической Комиссия Главного Штаба.
В военном деле России реляция имела:

### Состав
В реляции сражения излагаются:
- вызвавшие его причины;
- численность войск;
- краткий топографический очерк позиции;
- ход боя;
- трофеи;
- потери.

### Виды
Реляции бывают:
- обыкновенные[7];
- публичные (для обнародования)[7];
- для служебного пользования;
- секретные[7].

К числу реляций относятся подробные журналы военных действий.

## Иные значения
Реляция присутствовала в дипломатии (доклады дипсотрудников, пример «Реляция о России, какова она была в 1710 году»), географии (доклады путешественников, пример «Краткая реляция о I экспедиции Беринга») и других областях деятельности.
«Реляции иезуитов» (фр. Relations des jésuites) — книга, литературно-исторический памятник XVII века, переписка миссионеров Новой Франции с Парижем, опубликованный большей частью в Париже в 1632–1672 годы.
В старой Литве и Малороссии существовал так называемый Возный (должность в исполнительной полиции), который вручал позывы (повестки) от судебных мест или короля для явки в суд, что называлось положением позыва на имении лица, требуемого к суду. После вручения позыва возный был обязан донести суду, от которого последовал позыв, что этот позыв вручён, или положен на имении, что называлось реляцией возного.